# 外貨
外貨（がいか）とは、自国以外の、外国のお金（貨幣、通貨）。
世界各国で発行される通貨にはそれぞれ信用があり、その国の中でしか流通しない通貨と、国際的に信用があり国際的な取引で使用される国際通貨（ハードカレンシー）がある。
一般に、特に外貨と呼ばれるのは自国通貨とは別に国際取引に用立てる必要がある国際通貨のことである。自国通貨建てで国際取引が可能な国は多くなく、国際通貨を持っていないと国際間取引ができなくなる。そのため外貨（国際通貨）の保有残高を表す外貨準備高がその国の財務的な信用性を担保する指標の一つとなっている。この用途の外貨を特に準備通貨とも呼ぶ。
日本では、日本円以外のお金（米ドル、ユーロ、UKポンドなど）を指す。特に国際決済通貨に多く使われる米ドルを外貨と呼ぶことが多い。